# Leicestershire Yeomanry
 (signalé en juin 2025).
Si vous disposez d'ouvrages ou d'articles de référence ou si vous connaissez des sites web de qualité traitant du thème abordé ici, merci de compléter l'article en donnant les références utiles à sa vérifiabilité et en les liant à la section « Notes et références ».
- Archive Wikiwix
- Bing
- Cairn
- DuckDuckGo
- E. Universalis
- Gallica
- Google
- G. Books
- G. News
- G. Scholar
- Persée
- Qwant
- (zh) Baidu
- (ru) Yandex
- (wd) trouver des œuvres sur Wikidata

La Leicestershire Yeomanry (Prince Albert's Own) est un régiment de yeomanry de la British Army, établie en 1794, puis à nouveau en 1803, et qui a envoyée une infanterie montée combattre pendant la seconde guerre des Boers et la Première Guerre mondiale. Elle fournit également deux régiments d'artillerie de campagne pour la Seconde Guerre mondiale avant de fusionner avec la Derbyshire Yeomanry pour former la Leicestershire and Derbyshire Yeomanry en 1957. La lignée du régiment est actuellement perpétuée par l'escadron E de la Royal Yeomanry.